# Куйо
Ку́йо (исп. Cuyo) — географический и исторический регион на западе Аргентины, состоящий из провинций Мендоса, Сан-Хуан и Сан-Луис. Регион имеет общую историю и культуру, крепкое региональное самосознание. В 2012 году Куйо вошёл в состав экономического макрорегиона Нуэво-Куйо, объединившего собственно Куйо и Ла-Риоху.

## Природа Куйо
В Куйо преобладает горный рельеф, с небольшим количеством растительности. Здесь находится самая высокая точка Южного полушария - гора Аконкагуа, восхождение на которую является одной из главных целей всех любителей альпинизма. Туристами активно посещаются каньон Талампайя и лунная долина Исчигуаласто, занесенные ЮНЕСКО в список Всемирного Наследия. В этих долинах ведутся палеонтологические раскопки. Климат субтропический, засушливый. Именно здесь залегает большая часть национальных запасов газа и нефти.

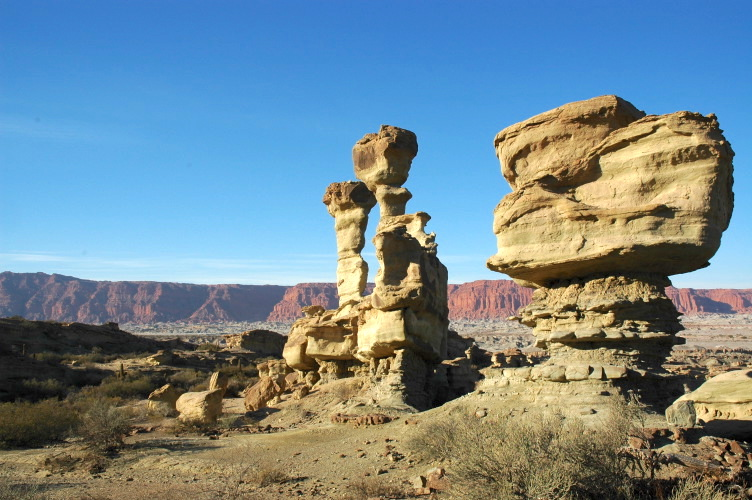
Монументальные останцы в долине Исчигуаласто.

Основой экономики является сельское хозяйство, особенно виноградарство. Куйо является крупнейшим винодельческим регионом в Южной Америке по объемам продукции и площадью виноградников. 70% всех виноградников Аргентины расположены именно в Куйо. Регион известен миру как «винный погреб Аргентины». Сохранилась созданная индейцами разветвлённая ирригационная сеть.

## Население и его исторические судьбы
Коренное население региона Куйо составляет индейский народ уарпе (Нuarре). В Средние века Уайна Капак подчинил уарпе Империи Инков. Одна из достопримечательностей региона Куйо – знаменитый Мост Инков (Пуэнте-дель-Инка) через реку Мендоса. Он образовался естественным путём, благодаря сложным геологическим процессам. Однако, инки верили, что мост создали боги для того, чтобы открыть людям волшебный источник с исцеляющей водой.
В XVI веке чилийский генерал-капитан Гарсиа де Мендоса подчинил народ уарпе испанской власти. В 1564 году был создан округ Куйо в составе Генерал-капитанства Чили. 5 марта 1592 года Педро дель-Кастильо основал в долине Риохи город Мендоса. А уже в следующем году город был захвачен другим испано-чилийским конкистадором - Хуаном Хуфре.
В XVIII веке было признано, что путь из Куйо к Атлантике через обширные Пампасы представляет меньшую опасность, нежели пересечение Анд. 1 августа 1776 года округ Куйо перешёл в состав вновь учреждённого вице-королевства Рио-де-ла-Плата, а в 1782 году округ был переименован в интендантство Куйо. Отныне исторические судьбы Куйо были накрепко связаны с Ла-Платскими странами.
В 1813 году креолы региона Куйо поддержали борьбу за независимость от Испании. Была создана провинция Куйо.
В 1820 году провинция Куйо была разделена на три провинции: Мендоса, Сан-Хуан и Сан-Луис.
В 1939 г. был учреждён Национальный университет Куйо, возродивший историко-культурное значение региона Куйо. Университетский кампус находится в городе Мендоса. 
В начале XXI века почти всё население Куйо испаноязычно. Старожилы региона предпочитают литературному испанскому (кастильскому) местный диалект, известный как Español cuyano.